# Yūtarō Honjō
Yūtarō Honjō (本城 雄太郎 Honjō Yūtarō?,  Tokio, Japón, 27 de junio de 1996) es un actor y seiyū japonés, afiliado a Himawari Theatre Group. Algunos de sus roles más destacados incluyen el de Ren Karas en Element Hunters, Ao Fukai en Eureka Seven: AO y Guang-Hong Ji en Yuri!!! on Ice.

## Filmografía

### Televisión
- Koi ga Shitai Koi ga Shitai Koi ga Shitai (2001, TBS Television)
- Black Jack ni Yoroshiku (2003, TBS Television)
- Boku no Mahō Tsukai (2003, Nippon TV)
- Nanase Futatabi (2008, NHK) como Masato Nishio (joven)

### Películas
- Devilman (2004)

### Anime
2004
- Aishiteruze Baby como Ken-kun

2005
- Onegai My Melody como Rhythm-kun
- Mushishi como Shinka

2006
- Onegai My Melody: Kurukuru Shuffle! como Rhythm-kun
- Red Garden como Pole

2007
- Onegai My Melody Sukkiri como Rhythm-kun
- Darker than Black como Shōnen Nick

2008
- Onegai My Melody Kirara~tsu como Rhythm-kun
- Michiko to Hatchin como
- Love Roller Coaster como Herbie

2009
- Element Hunters como Ren Karas

2011
- Cooking Idol Ai! Mai! Main! como Ken'ichi
- Shōwa Monogatari como Toshiya Kasai

2012
- Eureka Seven: AO como Ao Fukai[2]

2016
- Seisen Cerberus como Guillo
- Nananin no Ayakashi: Chimi Chimi Mōryō!! Gendai Monogatari como Pontaro[3]
- Yuri!!! on Ice como Guang Hong-ji[4]

2017
- Roku de Nashi Majutsu Kōshi to Akashic Records como Giiburu

### Películas animadas
2009
- Maimai Shinko to Sen-nen no Mahō

2010
- Chō Gekijō-ban Keroro Gunsō: Tanjou! Kyuukyoku Keroro, Kiseki no Jikuu-jima, de arimasu!! como Io

2011
- Hoshi wo Ou Kodomo como Aldeano

2012
- Nijiiro Hotaru: Eien no Natsu Yasumi como Shintarō
- Nerawareta Gakuen como Kenji Seki